# 仄暗い水の底から
『仄暗い水の底から』（ほのぐらいみずのそこから）は、鈴木光司のホラー短編集、およびその映画化作品である。水と閉鎖空間をテーマとした7編の物語が収録され、そのうちの1編「浮遊する水」が表題タイトルで映画化された。

## 書誌情報
- 鈴木光司『仄暗い水の底から』
  - 単行本：角川書店、1996年2月、ISBN 4048729373
  - 文庫：角川ホラー文庫、1997年9月、ISBN 4041880025

## 収録作

### プロローグ・エピローグ
三浦半島東端「観音崎」を散歩する老婆・佳代と孫娘・悠子の物語。「海に沈む森」につながるアイテムが登場し東京湾にまつわる物語のまとめ役となる。佳代はそのアイテムをその一家の元へ届けようとする。
- 単行本書下ろし。

### 浮遊する水
出版社で働く母・淑美と幼い娘・郁子は引っ越してきたマンションの屋上で赤い幼児用のバッグを見つけるが、それをきっかけに親子の周りで奇怪な現象が起こり始める。
- 初出：『野性時代』1993年5月号。
- 本作品は鈴木の実体験を基にしている[1]。

### 孤島
教師の末広謙介は、恩師・佐々木と共に第六台場を目指す。彼は小中学校の同級生・阿相敏弘がそこに捨てた新興宗教に嵌った恋人・中沢ゆかりを追っていた。そこで彼が見たものは……。
- 初出：『小説王』1995年3月号。

### 穴ぐら
粗暴なアナゴ漁師・稲垣裕之は妻・奈々子を探していた。彼はおとなしい息子・克巳と認知症の父・勝三、失語症の娘・春菜の家族を持つ。やがてアナゴ漁の生簀で激情の口論の末に殺してしまった妻の死体を発見。それを隠蔽しようとして自身も生簀に落ちてしまい閉じ込められる。
- 初出：『野性時代』1995年7月号。

### 夢の島クルーズ
車のセールスマン・榎吉正幸は高校の同窓会で知り合った牛島とその妻・美奈子のヨット「MINAKO」号に乗り東京湾を観光していたが、ヨットに異常が起こり航行不能に陥ってしまう。日が沈み暗くなった海に潜り、キールの様子を確かめに行った牛島が見たものとは…。
- 初出：『小説すばる』1994年9月号。

### 漂流船
遠洋マグロ漁船第七若潮丸の乗組員・白石和男は、海で無人の小型クルーザーを発見する。高木船長の提案でクルーザーに乗り込んだ彼は嘗ての持ち主・善国孝之の航海日誌を発見し、彼の娘・洋子が持ち込んだ目のような不気味な貝殻がクルーザーの無人化の原因だと悟る。
- 初出：『SFマガジン』1995年9月号。

### ウォーター・カラー
芝浦運河のビルにある劇団『海臨丸』の音効係・神谷隆一の物語。看板女優・菊地紀子とビル5階のメフィストで知り合った彼は、そのことで険悪な関係の劇団主催者兼演出家・清原健三の命令で水滴が落ちるメフィストの女子トイレへと調査に赴く。そこで彼を待つものとは……。
- 初出：『小説宝石』1995年10月号。

### 海に沈む森
1975年初冬、冒険を趣味とし家族を持つ杉山文彦が友人の榊原と後に「白岩洞」と名付けられる鍾乳洞で遭難し閉じ込められる物語。榊原の死体と岩が出口を塞ぎ、閉じ込められた彼は水の行き先を求めて脱出を試みる。20年後の長男・武彦に父親の遺志が伝わる構造となる。
- 初出：『野性時代』1996年1月号。

## 映画『仄暗い水の底から』(2002)
2002年に中田秀夫監督で映画化され、2003年のジェラルメ国際ファンタスティカ映画祭でグランプリを受賞した。原作は、短編集の1編「浮遊する水」。2005年にはハリウッド版のリメイク『ダーク・ウォーター』も制作された。

### あらすじ
離婚調停中であり、娘・郁子の親権を夫・邦夫と争っている淑美は生活を立て直そうと、郁子と一緒に新しいマンションに引っ越す。しかし、そこは雨漏りが酷い、水道水が不味い、上階の子供の足音がよく響くなど不具合が多く、また彼女は何か不穏なものを感じていた。
ある日、淑美は屋上で赤い子供用バッグ（mimikoバッグ）を見つけ、それがきっかけで郁子と同じ幼稚園に通っていた少女・河合美津子が2年前から行方不明になっていることを知る。美津子は父と共に淑美たちの真上の部屋に住んでいて、行方不明になった時には似たバッグをかけていた。
バッグは落とし物としてマンション管理人に届け、捨てられたことを確認するが、後日また屋上で同じものが見つかった。郁子はバッグが気になるようで、また、見えない女の子と会話する奇行が見られるようになった。淑美は、美津子の霊が郁子を連れ去ろうとしているのではないかとパニックに陥り、一度はマンションを出る決意する。
しかし、淑美が離婚調停を依頼していた弁護士の活躍により、事件はひとまずの決着を見た。実は、美津子と父が住んでいた上の部屋の鍵が閉まっておらず、更には、水道が出しっぱなしだった。水漏れは直り、その他の怪現象のいくつかにも説明が付いた。
ところが、ついに美津子の霊が姿を現した。淑美は自分が連れ去られることで、郁子が連れ去られることを阻止した。10年後、郁子は廃墟となったマンションを訪れ、そこに自身の身代わりに命を失った母・淑美の霊を見るのだった。

### スタッフ
- 監督：中田秀夫
- プロデューサー：一瀬隆重
- 脚本：中村義洋・鈴木謙一
- 音楽：川井憲次
- キャスティング：山口正志
- 主題歌：スガシカオ「青空」[注 1]
- 製作：「仄暗い水の底から」製作委員会（角川書店、日本テレビ放送網、バップ、オフィスオーガスタ、オズ）
- 制作プロダクション：オズ
- 配給：東宝

### キャスト
- 松原淑美：黒木瞳・碇由貴子（幼児期）
- 浜田邦夫：小日向文世
- 松原（浜田）郁子：菅野莉央（幼児期）・水川あさみ
- 河合美津子：小口美澪
- 弁護士・岸田：小木茂光
- 不動産屋・太田：徳井優
- 管理人・神谷：谷津勲
- 淑美の保母：浅野麻衣子
- 弁護士：吾羽七朗
- 男の調停委員：野村信次
- 女の調停委員：志水季里子
- 河野：諏訪太朗
- 佳代：原知佐子
- 喜代美：黒石えりか
- 玲子：大塚ちひろ
- 犬を連れた老姉妹：花原照子・安田洋子
- 幼稚園園長：品川徹
- 保母：畑中映里佳

## その他の映像化

### TVドラマ「夢の島クルーズ」(1997)
1997年、人気作家の短編を映像化したテレビドラマシリーズ『幻想ミッドナイト』の第1話として、テレビ朝日系で放送された。
- 脚本・監督：飯田譲治
- 製作：五十嵐文郎、遠藤孝一、加藤和夫、中曽根千治、角田朝雄
- 音楽：LA FINCA（池頼広）
- 撮影：金谷宏二
- 出演
  - 榎吉正幸：高橋克典
  - 牛島美奈子：田中美奈子
  - 牛島：矢島健一

### 映画『ダーク・ウォーター』(2005)
アメリカでのリメイク作品。
監督：ウォルター・サレス、主演：ジェニファー・コネリー。

### 映画『ドリーム・クルーズ』(2007)
短編集の1編「夢の島クルーズ」を原作とした『ドリーム・クルーズ』が、2007年に鶴田法男監督で制作された。

### 「孤島」の映画化予定
短編集の1編「孤島」がジョージ・A・ロメロ監督により映画化される予定である。

## 関連商品
書籍
- 漫画 仄暗い水の底から（漫画：MEIMU） 映画原作の「浮遊する水」の他、「漂流船」「夢の島クルーズ」「海に沈む森」を収録。
- 都市伝説研究読本 仄暗い水の底から 角川書店刊行。

オーディオブック
- Audibleにてデータ配信として2016年6月にオーディオブック化（ナレーター：安國愛菜）されている。